# 息子がかわいくて仕方がない魔族の母親
『息子がかわいくて仕方がない魔族の母親』（むすこがかわいくてしかたがないまぞくのははおや）は、十五夜による日本の漫画作品。もともとはTwitter上で作者の十五夜によって掲載されていたが、2016年5月25日から2020年7月22日までウェブコミック配信サイトの 『となりのヤングジャンプ』（集英社）にて連載された。

## ストーリー
その女性の名はローレム。彼女は絶滅寸前の魔族に生まれ、人間や他の魔族から食料を奪いながら生きていたが、息子のゴスペルを産んだことをきっかけに平穏な生活を送るようになる。
彼女は、妹のメリーや人間の友達の西村千春に助けてもらいながら子育てに奮闘していたが、ある日、昔人間から強奪した対魔族爆弾を取り出した時に誤ってゴスペルが起動させてしまったため、ゴスペルを危険な目に遭わせてしまう。この一件のせいで息子に嫌われるのではないかと思ったローレムは、ゴスペルに対し、ちゃんとゴスペルを育てられるような立派な母親になることを涙を流しながら誓う。
風邪で寝込んでいたローレムに呼び出された千春は、そのまま彼女の看病をするが、ローレムが寝込んでいた理由は風邪ではなく魔族特有の病・鬼病であることが判明。そのウイルスに感染した千春は生死を彷徨うが、駆け付けたメリーが千春の中のウイルスを除去したことで事なきを得る。鬼病の件で千春の命を脅かしたことに責任を感じたローレムたちは千春を突き放そうとするが、これにより千春は、ローレムたちの力になるために人魔共生学科がある大学を受験することを決心し、彼女の覚悟を感じたローレムたちもまた、何があっても千春を守ることを決めた。

## 登場人物

### 主要人物
ローレム
本作の主人公。赤い角が生えた長い白髪と腰に生えた白い尻尾と翼が特徴的な魔族の女性。24歳。息子のゴスペルを溺愛している。超高温な熱を操る能力を持つ。昔は妹のメリー以外は信用せず、人間や魔族から食料や水を奪ったり自分を危険視して襲ってくる魔族を圧倒しているうちに「殲滅の狂炎（きょうえん）」とあだ名が付くほど恐れられていたが、ゴスペルを産み、魔族に偏見を持たない千春やメリーとの日常生活を過ごしているうちに性格はだいぶ丸くなった。現在でも母親としてはかなり不器用だが、メリーたちの支えもあって母親として成長してきている。本気で怒ることは滅多になくなったが、自治区の一件で超高深度の魔獣化を発動、発声のみで周囲を高熱で焼き尽す（一応手加減は加えたらしく、範囲内に居た魔族は全身火傷程度のダメージで済んだ）など、実力は健在。
ゴスペル
ローレムの息子で、竜のような翼と尻尾を生やした魔族の赤ちゃん。メリーからは「ごー君」と呼ばれている。まだ自由に扱えていないが、ローレムと同じように熱を操る能力を持っている。ローレム譲りの強力な発熱能力に加え、ジークの遺伝子を持つためにADガスが通用しない（ジークの直接攻撃は辛うじて効く）ため、クラウン一味によって「魔族の王」とすべく誘拐されてしまう。
5年後を描いた最終章では成長した姿で登場。ヘルガと共に魔族の学校へ通っている。
メリー
ローレムの妹。赤い角が生えた黒い長髪と、腰に生えた黒い尻尾と翼が特徴的な魔族で、伊達眼鏡をかけている。23歳。万能細胞を作る触手（普段は服に擬態させている）を操り、種族を問わずにあらゆる傷病を治癒させることができる能力を持っている。ローレムとは対照的に穏やかな性格のしっかり者で、治癒能力をビジネスとして活用することで莫大な資産を蓄え、現代社会に不慣れな姉を物心双方で支えている。ネット文化にやや毒されているような発言をし親しい人にすぐあだ名を付けるなど社交的な性格だが、能力に目を付けた人間に研究所に軟禁された過去があり、初めて友人となった千春以外の人間に対しては不信感を抱いている。
西村千春
人間の少女で、ローレムの友達。19歳。実家は産婦人科を営んでいる。メリーからは「ちーちゃん」と呼ばれている。高校を卒業後人生の目標が見つからずフリーターとして生活していたが、身重のローレムと偶然出会ったことがきっかけで魔族との交流を深めていき、鬼病の一件から一念発起して人魔共生学科がある大学への入学を決意し、AO入試に無事合格（超有名どころの多数魔族と友好関係を結んでいたためむしろ大学側が欲しがった）大学では魔族の学校の先生を目指して人魔共生を学び、最終話にて教育実習生としてゴスペル達の通う学校に赴任する。

### アリスショップ
テレサ
魔族の生活必需品を販売している『アリスショップ』の看板娘。右目を隠した白髪と、青い肌が特徴的な長身の魔族。18歳。非常に礼儀正しいが、文字を読むのは苦手。クリームチーズジャムベーグルが大好物。魔族でありながら特性を持たず、「劣等種」「役立たず」と実の家族からも差別されたうえに人身売買に出されるが12歳の時にアリスに引き取られたという過去を持つ。アリスと協力しながら店を大きくしていき、2号店開店に伴い店長を任されるまでになった。最終章では旅に出たアリスに代わって社長に就任する。
アリス
『アリスショップ』の店長。前方向に伸びた角と、ピンクの長髪が特徴的な魔族。25歳。普段の言葉遣いは非常に乱暴。元々人間が使っていた道具を魔族用品に作り替えて販売している。商売上手で金勘定に厳しい。超音波を利用して周囲を探索したり、物を破壊したりできるが、超音波の使用中に目を使うと酔ってしまうので、おおよその場合はアイマスクを付けている。まだアリスショップを開店する前の下請け時代のころにテレサを買い取る。最初は自分でもテレサを買ったことに困惑していたが、テレサの人柄がよく才色兼備な長所が店員に向いていると気に入る。なお特性である超音波は物体の感知に優れているものの映像や文字など実体の無いものは感知できず（「ペンキ塗りたて」と書かれた貼り紙が貼られたベンチに座ってしまうなど）、万能とは言えない。素顔は魔族であれば目を奪われるほどの美人。最終章ではテレサに社長の座を譲り、新たなビジネスの種を求めて旅に出る。
マルコ
アリスショップに雇われ、そこでテレサの後輩として働いている魔族の男の子で、眼鏡をかけている。テレサからは、マー君と呼ばれている。
ドローレス
テレサの妹。テレサの身内の中では唯一彼女を慕っており、生き別れとなっていた姉と再会した後はアリスショップで働くことになる。特性は判明していないが回想シーンで展開した両翼から地形を貫通する光線を放射したとおぼしき描写がある。テレサに対する愛情は「赤ちゃんになってお姉さまに撫で回されておっぱいに埋もれたい」と放言するレベルのシスコンの域にまで達しており、姉に近寄る人物をひたすら敵視する一方、姉が褒められると何故か得意満面になる。192話で姉と共にケンプファーの専属ファッションモデルに就任し、最終章でもモデルとして活躍中。
ケンプ
蚕のような能力を持つ女性魔族。尻尾のような器官から耐火・防御性能に優れた糸を出すことができ、副腕と縫い針のような鋭爪を使ってあらゆる服飾品を一瞬で生産することができる。能力を生かしてショッピングモールの一角でオーダーメイドの服屋を営んでいたが、魔族であることに加えその外見と商売下手のため閉店寸前の経営の危機に陥っていた。ゴスペルの服を探していたローレムと出会い、二人分の服を格安で作ったことがきっかけで、その服を見初めたアリスにスカウトされてアリスショップで服飾ブランド「ケンプファー」を担うこととなる。なお、糸の放出には大量のタンパク質を必要とするため大量生産後は千春が唖然とする量のステーキを平らげた。
ティト
間延びした喋り方が特徴的な女性魔族。自治区出身でバレンタインの友人だったが、アリスが自治区を訪れた際に勧誘を受け、アリスショップ2号店の店員となる。

### 魔族管理局
小荒井美波（こあらい みなみ）
魔族管理局審査指導官の女性。28歳。人間と魔族の共生を目指して日々奔走している。魔族在留許可証を申請したローレムの面接官として来訪し、ローレムが子育てをしやすくするために、特殊保護観察区域で暮らすことを勧める。その後もローレム一家の担当として度々訪れており、良き理解者として千春とも交流を深めている。
ガロン
魔族管理局警備指導官の魔族の男性。過去にミナミに命を救われたことがあり、「人間と魔族は共生できる」と本気で信じているミナミのような人間を守るために、魔族管理局で警備指導官として働いている。半径約100m以内の範囲で瞬間移動する能力を持つ。

### 特観エリア
フーガ
氷を操る能力を持つ魚人型魔族の少年。メリーからは「ふが君」と呼ばれている。小さいころ、能力を制御できずに死にかけていたところをローレムに助けてもらったことがあるため、恩返しのために彼女の家を訪れる。ローレムと再会するまで一人で魚を捕って生活していたこともあり、人間世界のルールにあまり詳しくないため、メリーに生活の仕方などを教えてもらっている。
リゼット
ローレムの隣の部屋に住んでいる魔族の女の子で、頭から小さな羽が生えている。8歳。メリーからは「ぜったん」と呼ばれている。日光が苦手で、夜にならないと外に出られない。人間の血液を食料としており、好物はB型とのこと。当初はちょっとしたことで泣いてしまう繊細な性格だったが、ローレムためと交流していくうちに徐々に年相応に天真爛漫な面が出てきている。歯の構造が他の魔族とは異なり、噛みついた際に効率よく捕食対象から吸血するために数種類の鋭利な歯が並んでいる。胃袋が無いため固形物は食べられないが、液体を飲むことはできる。満腹度に反比例して魔獣化・深度が上がる特殊なタイプ。正確な特性は判明していないが保護された時点では遠距離から無数の衝撃弾・鉄格子を容易に捻じ曲げる怪力が確認されている。バレンタインの大ファンで、彼女が家に遊びに来た時は喜びのあまり気絶してしまった。最終章では夢だったアイドルを目指して養成所に通っている。
セーラ
魚人型魔族の少女。フーガと出会うまで、電気を操る能力を使って洞窟の中で暮らしていた。頭に髪のような鰭が生えている。フーガに好意を抱いており、最終章ではフーガとの間に5人の子供を儲けている。
エリザ
特殊保護観察区域のE棟に住んでいる魔族の女性。関西弁で話す。人見知りな性格で、常に小声で話していたり、笑っている時にいきなり無表情に戻るため、ローレムからは変なヤツだと思われている。公園の砂場でローレムに話しかけられたことをきっかけに、彼女と友達になった。特性を使えないために、他の魔族に「劣等種」と馬鹿にされたり食料を盗られたりしていた過去があり、そのころに一度だけローレムと会っている。
ヘルガ
魔族の赤ちゃんで、エリザの娘。歩行はまだ掴まり立ちの段階で、言葉は自己紹介ができる段階。最終章では成長した姿で登場し、ゴスペルと共に魔族の学校に通っている。
スピカ
メリーが購入した無人島に住み着いていた魔族の少女。元は島の研究施設で研究対象にされており、施設閉鎖後は特観に保護されるもすぐに脱走して島に戻った。その過去から（特に人間には）心を閉ざしていたが、メリー達と出会ってからは明るさを取り戻し、島の管理人として働くようになる。

### CATT
ジーク
CATTのα班に所属している魔族の男。25歳。人間の部下を使ってローレムを監視している。翼の爪からは一時的に魔族の特性や魔獣化を封じることができる毒が分泌される。幼少期からその能力のせい他の魔族から仲間外れにされており、居場所を求めてADガスの開発に協力したものの、それが原因で他の魔族から更に疎外されるようになってしまったという過去があり、基本的に他者に心を許さない無愛想な性格。
110話にて、実はゴスペルの父親であることが判明。ドレイクやナイトメアと共にローレムを討伐するよう命令を受け、激闘の末ローレムを倒したが、トドメを刺さずに彼女に対して応急処置を施す。そのお礼としてローレムがジークの家まで鹿の肉を持ってきたことをきっかけに彼女と友達になり、ついにはローレムと結ばれる。やがて彼女がゴスペルを身篭ったことでようやく生きる理由を見出すことができた。しかし、妊娠中のローレムに警察の手が迫ってきたことをきっかけに別離を余儀なくされ、さらにローレムの発熱能力と自分のAD兵器への耐性を併せ持つゴスペルが人間に狙われることを防ぐためにローレムとの関係を隠すことになる。そのため、表向きにはローレムに対し因縁じみた憎悪を抱いているかのような素振を見せるが、それは上層部を欺くための演技であり彼女への愛情は変わらない。いつか家族全員で平穏に暮らせる日のために策を進めている様子で、その事実を知っているのはメリー・千春・エリザのみであったが、クラウンによってローレムが襲撃された際、ローレムの命を救うために隠していた正体を明かすことになった。
クラウン撃破後は晴れて家族と暮らすことができるようになり、CATTも退職して新たに管理局が立ち上げた治安部隊へ転職する。
ドレイク
CATTに所属していたワイルドな風貌の男性魔族。超深度の魔獣化が得意で、魔獣化すると大蛇のような姿になる。ローレムとの交戦により死亡したものと思われていたがなんとか生き延び（この際CATTを自然脱退）、植物状態になったナイトメアのために治療費を貯めてメリーに治療を依頼する。そして、ナイトメアが目を覚ました後は彼女とともに外国で傭兵としてテロリスト狩りを行なっている。なお、生存していた事実は本格的に傭兵を始めた6巻時点ですでにCATTに発覚していた模様。
ゴスペルが誘拐された後、メリーからの依頼を受けてキンドランドへ突入。クラウンとの戦闘中に乱入したコクレンの能力によって深海へ飛ばされてしまうが無事生還。クラウン撃破後は傭兵を辞め、最終章では主夫として家事全般を担っている。
ナイトメア
CATTに所属していた女性魔族で、ゴスロリ系の服を着ている。25歳。一人称は「ワタクシ」。特性は洗脳で、彼女に脳を触られた者は彼女の操り人形になる。子供の頃、その能力を持っていたせいで自分が所属していた女魔族の集団から迫害された挙句、囮として人間に差し出されたため、女を心の底から憎んでいる。ドレイクからのあだ名は「メア」。ローレムとの戦いで重傷を負って植物状態になるが、メリーに治療をされて目を覚ます。その後、ドレイクとともに外国に渡り、傭兵としてテロリスト狩りを行なっている。
ゴスペルが誘拐された後、メリーからの依頼を受けてキンドランドへ突入し、ジーク・ドレイクと共にクラウンと戦闘に入るが、コクレンによってドレイクを飛ばされてしまい、クラウンとの一対一の勝負となる。その際に戦闘中に悪阻で嘔吐したことでドレイクとの子供を妊娠していることが判明、ローレムが到着したことで戦線を離脱する。
クラウン撃破後は傭兵を辞め、傭兵時代に貯めた財産で豪奢な生活を送る。最終章では打倒・ローレム親子のために息子・アルバートを徹底的に鍛え上げている。
CATT幹部
CATTの幹部であるオールバックの男。本名は不明。反人間組織のリーダーだった幼少期のクラウンと取引を行い、（後にCATTとなる）人魔共闘の治安組織を作った後にクラウンに魔族の国を作らせ、敵の脅威をマッチポンプ式に生み出すことでお互いの組織規模の拡大を目論む。
キンドランド崩壊後、クラウンの自供によってそれまでの裏取引が露呈。そのことによって何らかの責任を取らされたものと思われる。
ゼロフォー
モヒカン頭が特徴的な男性魔族。訓練学校を優秀な成績で卒業したCATTの新人で、ジークの下に配属される。「硬派」を自称しているが実態は非常に軽い性格で、メルバからは激しいツッコミを受けている。
クラウンによって特観が襲撃された際、ジークが拉致されても待機するよう命じたCATT上層部の命令を独断で握り潰し、メリーたちと共にゴスペルたちの奪還作戦に参加する。特性は超速直線移動。
メルバ
CATT新人の女性魔族。ゼロフォーとは対照的に生真面目な性格で、無鉄砲なゼロフォーに振り回されている。体をスライム状に変化させる特性を持つ。

### 自治区の関係者
バレンタイン
アイドル活動をしている少女で、声を使って変身する能力を持つ魔族。保守的な自治区での生活に嫌気がさし、人間の世界でエンターテイナーとして生きる夢を実現させた。歌声には魔族の魔獣化を活性化させる特性があり、彼女自身も無自覚であった。ライブにてアクシデントを引き起こすがローレムたちの活躍で騒ぎは沈静化し事無きを得る。後にメリーの治療により魔獣化を活性化させる器官を取り除かれアイドル活動を継続することができるようになった。なお特性である変身能力は感知能力の高い魔族には通用しない（自治区族長は見破っていた）。
族長
自治区の族長で、ヘルガの祖父。孫のヘルガを溺愛している。
最終章では自治区を離れ、ラモン・イザベラと共にスピカの島で暮らしている。
ベルトルト
故人。自治区の次期族長だった魔族で、ヘルガの父親。融和派の中心人物として人間との共生を志していた。生前の彼はエリザによると「おちゃらけてたけど優しくて先進的な人」だったという。　クラウン曰く「見どころのある人物だったんだがなぁ…」と一目置かれていた。
ラモン
強硬派に属する巨漢の魔族。空気を刃として飛ばす特性を持っている。かつて戦友だったガロンと人間に対する考え方の違いをきっかけに袂を分かった過去があり、ガロンのような人間に協力する魔族のことを強く憎んでいる。
イザベラ
眼帯をしている女性の魔族で、ラモンの一人娘。眼帯で隠した片目は過去に人間との戦いで失った。特性は判明していないが剣技に秀でている。本気になったローレムの実力を身をもって知り、強硬派に身を置く自身に戸惑いを感じ始める。なお失った片目はメリーの特性による治療で再生可能だが、イザベラ自身は人間に対する敵対心を忘れないために治療を拒否した。ローレム一行との交戦を経て性格は少しずつ丸くなり、族長命令とはいえ人間の街に使いに出るようになる。自治区での生活が長いせいか極度の方向音痴。最終話では婚活に精を出している。

### クラウン一派
クラウン
三つ目が特徴的な男性魔族で、夜明島にある魔導塊の原石を盗みに来た一派のリーダー。魔導塊を集めることでAD兵器の抑止力を無くした上で魔族だけの国を作ることを企んでいる。設定した座標にあるものを空間ごと握り潰すことができる。
CATTと表面上は対立しながら裏で繋がることで組織を拡大させていったが、ビャクレンの死をきっかけにCATTと手を切り、新型AD兵器の開発阻害、対抗戦力、不確定の強大な戦力の抹消を目的としてジーク・ゴスペルの誘拐（およびローレムの殺害）を目論んで特観を襲撃。AD兵器に対する高い抵抗力を持ち、さらに多くの人に愛される素養、潜在能力の高さから「ゴスペルこそ求めた魔族の王」と見出し、ゴスペルとその家族を勧誘するが断られた為、戦闘。能力発現器官にダメージを負っていたものの戦術でローレム・メリーに勝利し瀕死の重傷に追い込む。その後、自治区の魔族を巻き込んで魔族の国「キンドランド」の樹立を宣言するが、敵対関係に回ったCATTの軍勢およびそれに乗じて潜入したナイトメア達と戦闘となる。
ナイトメア相手には終始優勢に進めていたが、意識を取り戻したローレムがゴスペルを取り返すために参戦すると戦況が逆転。死闘の末に敗北し、部下と共に逮捕・収監される。その後の自供で、今までのCATTとの関係を全て暴露した。
逮捕された3年後に脱獄した後は魔族の国の樹立は諦め、かつての同志がそれぞれの道を進んでいた事を見届けると新たに集めた同志と共に政治を陰からコントロールすべく活動を図る。
ビャクレン
ケモ耳とアオザイが特徴的な魔族の女の子。11歳。ワープホールを作る能力を持っているがまだ完全には使いこなせておらず、無関係な千春たちを巻き込むなど失敗も多い。
160～161話での魔導塊奪取作戦の際に4発の銃撃を受け、帰還後にコクレンたちに看取られながら息を引き取る。その遺体は復讐に燃えるコクレンの意志で海底へ沈められるが、クラウン撃破後に引き揚げられて改めて火葬のちに埋葬された。
キューピー
悪魔のような外見とヘソ出しファッションが特徴的な女性魔族。26歳。ヘビースモーカーで短気な性格。矢のようなエネルギー弾を放つ特性を持っている。魔獣化すると全身が白い毛で覆われて肌の色が変わり、肌に白い模様が浮かび上がる。
若くして父親不明の子供を妊娠していたが、人間の空爆によって重症を負い子供も死亡し出産出来ない体となる。そのため人間に対する憎悪は深い。その一方で、生まれるはずだった子供と歳の近いビャクレン・コクレン姉弟のことは一際気にかけている。
キンドランド崩壊後は外国に逃れ、人間の街で料理屋を営みながらコクレンを見守っている。
モクギョ
動物の骸骨のような面と片言喋りが特徴的な魔族。炎を操ることができる。
最終決戦にて、対魔族爆弾の爆発からキューピーを庇い瀕死の重傷を負う。その後は刑務所に収監されていたが、5年後にコクレンの手で脱獄に成功し、キューピー達と共に暮らすことを選択する。
コクレン
ビャクレンの双子の弟で、黒いアオザイを着た中性的な少年魔族。ビャクレン同様ワープホールを作る能力を持っている。魔族排斥派の人間に虐待を受けていたところをクラウンに救われ、そのまま一派入りした過去を持つ。
元々は穏やかで引っ込み思案な性格だったが、ビャクレンの死のショックで人間や人間に味方する魔族を深く憎むようになる。
最終決戦では待機を指示されていたが、クラウンとジーク・ナイトメア・ドレイクの戦闘に乱入し、ドレイクを海底に消し飛ばす。その後ジークと交戦して一時は追い詰めるが、ジークの作戦にはまって無力化される。敗北後は姉の後を追おうとビルの壁に空いた穴から身を投げるが、ビャクレンの遺髪で編んだミサンガが途中で引っかかったことで一命を取り留めた。
その後はキューピーと共に各地を転々としていたが、その途中で人間の少女・フーロンと出会ったことがきっかけで人間の街で定住する道を選び、能力を利用して鉱山で働いている。姉を殺した人間への恨みは消えてはいないが、フーロン達と触れ合うことで徐々に和らいできている模様。
ベロニカ
特殊保護観察区域の病院で働く魔族の看護師。腕が4本生えており眼鏡をかけている。触れたものを操作する能力を持っているが、質量が大きいものを操作するのは苦手。ゴスペルからは「注射のお姉さん」と認識されており、顔を合わせても避けられてしまう。
その正体はクラウン一味のスパイで、特観の設立当初から潜入して情報を逐一クラウンに流していた。ゴスペルの健康診断をきっかけとしてゴスペルの秘密を知り、クラウンの命を受けてローレムたちを魔族の国へ勧誘するが拒否される。
人間には反感を抱いているが主治医としての責務からゴスペルたちを作戦に巻き込むことには葛藤を覚えており、ローレムが襲撃を受けた際には立場を超えて命を救う助言を与えた。キンドランド崩壊後は消息不明だったが、最終話にて無事に生活していることが判明した。

### 大学関係者
志波（しば）
千春の通う大学の教授で、魔族の起源を調査する「志波研究室」（通称シバ研）の所長。頭にはかつて魔族とコンタクトを取ろうとした際に付けられた傷がある。
白金 羽紗美（しろがね うさみ）
志波研究室に所属する大学生で、犬歯と片目のカラーコンタクトが特徴的な少女。写真サークルに所属しており、「現代社会の魔族」をテーマに撮影している。周囲からは「バニー」というあだ名で呼ばれている。千春とは中学時代の同級生で、研究室に挨拶に行った時に偶然出会って意気投合。夜明島でのフィールドワークでも千春と共に行動し、クラウン一味との抗争に巻き込まれることとなる。

### 最終章の登場人物
フーロン
キューピー達と共に暮らす人間の少女。ビャクレンにそっくりな容姿をしている。かつて人さらいに捕まっていたところをコクレンに助けられ、そのまま旅を共にするようになった。天真爛漫な性格で、ケーキを食べるのが夢。
アルバート
ドレイクとナイトメアの息子。4歳。打倒ローレム親子を目指す母親に徹底的に鍛えられた結果、生来の素養と相まって4歳とは思えない戦闘力と肉体を誇る。寡黙で温厚かつ内向的な性格で戦うことも好きではないが、母親の喜ぶ顔見たさにトレーニングに付き合っている。ハンバーグが好物でピーマンは嫌い。
フレイア
ローレムとジークの娘で、ゴスペルの妹。まだ赤ちゃんだが、発熱能力と魔獣化は既に発現済み。

## 用語
魔族
姿は人間とよく似ているが、角や羽を生やしているものが多い。また、どの魔族も歯が全て人間の犬歯のように尖っている。人間と敵対していた時期もあったため、数もかなり減少しているが、現在はほとんどの魔族が人間と共存している。ほとんどの魔族は、熱を操ったり万能細胞を作り出す、といったような特別な能力を持っており、そういった能力は特性と呼ばれている。子供のころに特性を発現してからうまく扱えるようになるまでに時間が掛かるため、自分の特性が原因で死んでしまう魔族もいる。全身魔獣化している間は着用していた衣類は消える。なお「魔族」という種族名は遥か昔に神話に登場する悪魔に姿が似ていたことから命名され魔族側もそれを名乗るようになったと劇中にて解説されている。夜明島が発祥の地とされている。
鬼病（きびょう）
魔族の体内で変異したウイルスにより引き起こされる病。この病気にかかった生物の血管が浮き出る。魔族にとっては風邪のような症状しか起きないが、人間の体はこのウイルスの攻撃性に耐えることができないので、感染すると体が壊死し、最悪の場合死に至る。千春は、ローレムが鬼病になった時に看病したのが原因でウイルスに感染し、死にかけたことがある。最近は研究が進んで鬼病予防の薬が開発されている。
特殊保護観察区域
魔族管理局に管理対象として定められた魔族である『特殊保護観察対象魔族』が暮らす区域。元々宿泊棟の数はAからDの4つだったが、多くの魔族を受け入れて満員になったために旧隔離棟を改装してE棟を作った。ローレムは現在この区域のB棟の302号室に住んでいる。
公安機動捜査隊対魔班（Counter Asumodian Tactical Team）
魔族のテロ行為に対抗して作られた対魔族班のチームで、通称CATT（キャット）。かつて魔獣化無効ガスを開発し人間と魔族の抗争に終止符を打った。
Anti Demonize（対魔獣化）兵器
「人間と魔族の対話」という名目のもと作られた兵器で、通称ADガス。ジークの毒で作られた兵器なので、このガスをくらった魔族は一時的に魔獣化及び特性の使用ができなくなる。ただし、精製された魔導塊により無効化が可能である。
自治区
人魔紛争の終結時に、人間に危害を加えない代わりに人間からの支配を受けない区域として設置された魔族の居住地。内部では魔族による自給自足の生活が維持されており、その内情は管理局ですら把握できていないため、CATTからは介入の機会を狙われている。治区の住民の中間は、若い世代を中心に人間との協調を望む「融和派｣・今まで通りの生活を望む「現状維持派」・未だ人間に対して強い敵意を持つ「強硬派」の3つの派閥が存在しており、中心人物であった次期族長のベルトルトを喪った融和派によってエリザ親子誘拐事件が発生した。
魔導塊
夜明島はじめ、各地で発掘される希少な鉱石。魔族の特性を強化し、魔獣化の深度を上げるなど、様々な効能を持つ。その存在は一部の人類により秘匿されており、配下の魔族にすら配給されていないことから、採掘の目的すら不明なままである。

## 書誌情報
- 十五夜 『息子がかわいくて仕方がない魔族の母親』 集英社〈ヤングジャンプ・コミックス〉、全9巻
  1. 2017年2月17日発売[2]、ISBN 978-4-08-890656-0
  2. 2017年6月19日発売[3]、ISBN 978-4-08-890698-0
  3. 2017年12月19日発売[4]、ISBN 978-4-08-890828-1
  4. 2018年6月19日発売[5]、ISBN 978-4-08-891040-6
  5. 2019年1月18日発売[6]、ISBN 978-4-08-891189-2
  6. 2019年7月18日発売[7]、ISBN 978-4-08-891337-7
  7. 2019年12月19日発売[8]、ISBN 978-4-08-891455-8
  8. 2020年6月19日発売[9]、ISBN 978-4-08-891595-1
  9. 2020年9月18日発売[10]、ISBN 978-4-08-891696-5